# Aegidius Aegidii
Aegidius Aegidii OFM (* 1641 in Hassel; † 13. Mai 1677 in Münster) war ein deutscher Franziskaner.

## Leben
Er war 1672/1673 Guardian in Münster und von 1675 bis 1677 Definitor in der sächsischen Franziskanerprovinz. Gegen den Jansenisten Antoine Arnauld, der in seiner Schrift De la fréquente communion (1643) die Häufigkeit des Sakramentsgenusses bekämpfte, vertrat er in mehreren Abhandlungen die Auffassung von der häufigen Kommunion. 

## Schriften (Auswahl)
- Aurum ignitum probatum. Münster 1674.
- Panis Eucharisticus, Fractus Parvulis. Münster 1674.